# Saint-Vaast-sur-Seulles
Saint-Vaast-sur-Seulles település Franciaországban, Calvados megyében. Lakosainak száma 159 fő (2022. január 1.). Saint-Vaast-sur-Seulles Hottot-les-Bagues, Juvigny-sur-Seulles, Monts-en-Bessin, Vendes, Villy-Bocage és Aurseulles községekkel határos.

## Népesség
A település népessége az elmúlt években az alábbi módon változott:
| Lakosok száma | 127  | 109  | 115  | 140  | 136  | 137  | 147  | 154  | 157  | 159  |
|               | 1968 | 1982 | 1990 | 2006 | 2013 | 2015 | 2017 | 2019 | 2020 | 2022 |